# St Bride's Minor
Pour les articles homonymes, voir St Brides.
St Bride's Minor (en anglais) ou Llansanffraid-ar-Ogwr (en gallois) est une communauté du borough de comté de Bridgend, au pays de Galles.
Située au nord du centre-ville de Bridgend, dont elle est séparée par l'autoroute M4, elle comprend les villages de Sarn (en), Bryncethin (en) et Abergarw (en). Au recensement de 2011, elle comptait 6 014 habitants.